# Декстър Холанд
Брайън Кийт „Декстър“ Холанд (на английски: Bryan Keith Holland; роден на 29 декември 1965 г. в Гардън Гроув, Калифорния) е певец, ритъм китарист и автор на песни на пънк рок групата Офспринг.

## Музикална кариера
След като Декстър среща приятеля си и крос кънтри съотборника си Грег Кризъл, те основават местна пънк група, наречена Manic Subsidal през 1984 г., където той е барабанист. Успяват да излязат на концерт през 1984 година. След като Джеймс Лиля е нает като техен барабанист, Декстър става вокалист на групата. Дотогава те нямат издаден албум, но имат няколко демо записа.
След няколко промени в състава, Manic Subsidal сменят името си на The Offspring през 1986 година. След записването на демо запис през 1988 г., Офспринг подписват договор с лейбъла Nemesis Рекърдс, за които записват и първия си пълен албум наречен, The Offspring през март 1989 година. Албумът впоследствие е преиздаден на 21 ноември 1995 г. от собствения лейбъл на Декстър Холанд, Nitro Рекърдс.
През 1991 г. The Offspring подписват с друг лейбъл – Epitaph Рекърдс (дал начало на Bad Religion, L7, NOFX, Pennywise и други). През 1992 г. е представен албумът Ignition с новия лейбъл. Следващият им и последен албум с Epitaph Рекърдс е Smash, който излиза през 1994 година и който все още държи световния рекорд за най-много продажби на албум в независим лейбъл. Групата след това подписва с Columbia Рекърдс през 1996 г. (въпреки че Декстър и Брет твърдят, че собственика на Epitaph Рекърдс и китариста на групата Bad Religion, са продали договора им на Columbia Рекърдс), за които те издават следващите си шест албума, Ixnay On The Hombre (1997), Americana (1998), Conspiracy Of One (2000), Splinter (2003), Rise And Fall, Rage And Grace (2008), както и техният най-скорошен албум Days Go By (2012).

## Албуми с Офспринг
- The Offspring (1989)
- Ignition (1992)
- Smash (1994)
- Ixnay On The Hombre (1997)
- Americana (1998)
- Conspiracy Of One (2000)
- Splinter (2003)
- Rise And Fall, Rage And Grace (2008)
- Days Go By (2012)

## Гост участия (дуети)
- The Vandals-Too Much Drama (1998) (Текстописец)
- AFI и Dexter Holland-Clove Smoke Catharsis и The Prayer Position (1999)
- The Aquabats-Amino! Man (1999) (Текстописец)
- The Vandals-Jackass (2000) (Текстописец)
- Dwarves-Salt Lake City и Massacre (2004) (Текстописец)
- Ron Emory и Dexter Holland-I'm Not Alone (2010)
- Dwarves-Looking Out For Number One и Happy Birthday Suicide (2011) (Текстописец)